# Jakob Züllig
Jakob Züllig (geb. 4. September 1921 in St. Gallen; gest. 21. Oktober 1999 ebenda) war ein Schweizer Unternehmer.

## Leben
Jakob Züllig war Sohn einer Bauernfamilie aus Egnach (TG). Er machte 1936 bis 1939 eine Lehre als Metzger und eröffnete 1949 mit Unterstützung seiner Ehefrau Trudi eine eigene Metzgerei in Arbon. Den Militärdienst leistete er bei der Kavallerie, wo er den Grad eines Wachtmeisters erhielt.

### Unternehmer
Im Jahr 1956 kaufte Jakob Züllig von der Arboner Firma Saurer einen Lastwagen und betrieb fortan eine Transportfirma (1971 Asta AG). Als die Arbonia AG, ein wichtiger Kunde seiner Transportfirma, vor einem drohenden Konkurs stand, übernahm Züllig 1959 die lokale Firma und entwickelte sie zum führenden Radiatorenhersteller der Schweiz. 1973 erwarb die Arbonia AG die Aktienmehrheit der Hermann Forster AG und der Air Fröhlich AG. 1980 beschäftigte die Arbonia-Forster-Gruppe 1093 Personen und erzielte einen Umsatz von 150,1 Mio. Franken (2008: 6150 Personen, 1570,6 Mio. Franken).
Im Jahre 1994 gründete Züllig die Stiftung Otto Känzig & Jakob Züllig Mühle Feilen mit Sitz in Arbon. Der Zweck der Stiftung gilt der Erhaltung der alten Mühle Feilen (in Stachen) zur Bewahrung eines bedeutenden Kultur- und Industriedenkmals der Region und der Gemeinde Frasnacht.
Züllig trat 1996 von der operativen Führung seiner Firmengruppe zurück, er blieb Verwaltungsratspräsident. Er starb mit 78 Jahren in St. Gallen. In seinem Nachruf, erschienen im Thurgauer Jahrbuch, Bd. 76, wurde sein unternehmerischer Geist betont: «Er hat es verstanden, in Zeiten struktureller Umbrüche Arbeitsplätze zu schaffen und zu erhalten und die Märkte auch international kontinuierlich auszubauen. Jakob Züllig betonte immer wieder Wert und Wichtigkeit jedes Einzelnen: Der Mensch muss im Mittelpunkt stehen, hiess seine Devise. Solange es seine Gesundheit zuliess, ging er jeden Tag durch die Fabrikhallen. ‹Was er sagte, stimmte mit dem überein, was er tat›, lobte alt Bundesrat Kurt Furgler das Andenken des Verstorbenen.»

### Ehrung
Seine grossen Verdienste für die Gemeinde Arbon als wichtigster Arbeitgeber wurden im Jahre 2009 durch die Namensgebung einer Grünanlage mit Musik-Pavillon am See in «Jakob-Züllig-Park» gewürdigt.

## Film
- SRF 1994 Portrait Jakob Züllig